# Con dấu
Con dấu (hay ấn, mộc) là đại diện pháp lý của tổ chức, cá nhân. Có giá trị xác nhận các quyền và nghĩa vụ pháp lý được pháp luật công nhận. Hoặc các loại con dấu không có giá trị pháp lý, dùng để đánh dấu, thông báo.

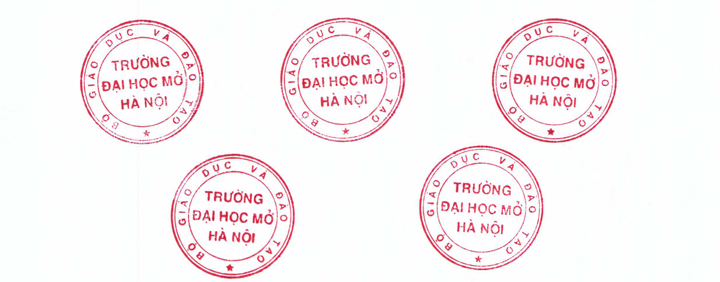
Con dấu của Trường Đại học mở Hà Nội

Con dấu thời phong kiến (hay ấn). Được dùng để đóng vào các văn bản hành chính, hay để trượng trưng cho một chức vụ, quyền lực.

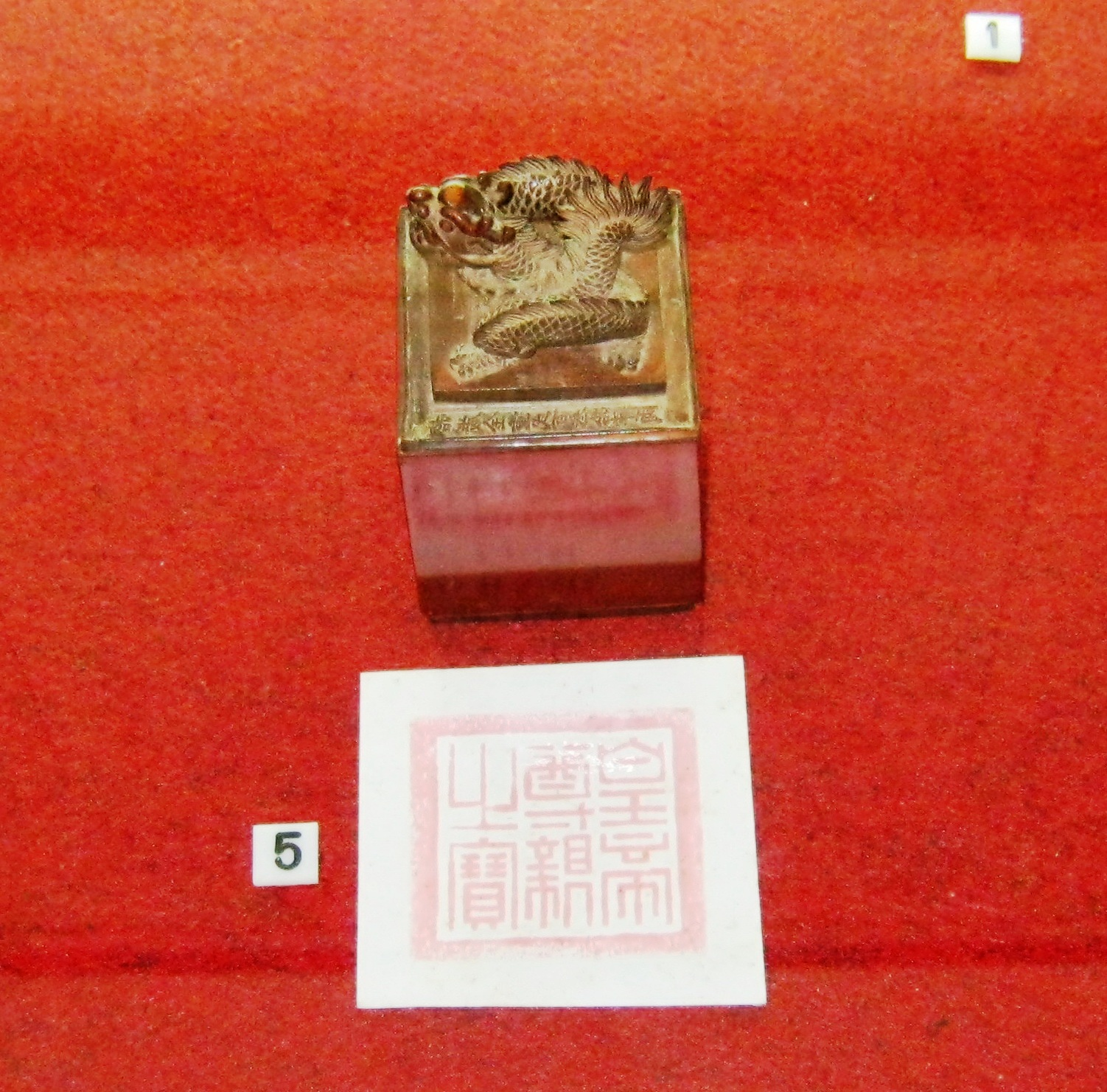
Dấu ấn thời nhà Nguyễn (Việt Nam)

Con dấu có nhiều loại gồm: dấu cơ quan nhà nước, dấu doanh nghiệp, dấu đại diện tổ chức, dấu tên...

## Các loại con dấu

### Con dấu pháp lý
Là con dấu của cơ quan nhà nước và con dấu pháp nhân của doanh nghiệp, tổ chức. Con dấu này hình tròn hoặc vuông, mực màu đỏ, phát hành theo quy định và sự quản lý của nhà nước. Nó xác nhận tính pháp lý của văn bản, tài liệu do doanh nghiệp, tổ chức và cơ quan nhà nước ban hành. Việc đóng dấu pháp lý phải đúng theo quy định của pháp luật.

### Con dấu không mang tính pháp lý
Là các con dấu phát sinh thuận tiện trong công việc, không do cơ quan nhà nước ban hành. Có nhiều hình dạng như tròn, vuông, chữ nhật, oval, elip, chữ. Với các màu khác nhau như đỏ, xanh và các màu không phổ biến khác…

## Quy định sử dụng con dấu tại Việt Nam

### Các hành vi bị cấm[1]
1. Làm giả con dấu, sử dụng con dấu giả.
2. Mua bán con dấu, tiêu hủy trái phép con dấu.
3. Sử dụng con dấu hết giá trị sử dụng.
4. Cố ý làm biến dạng, sửa chữa nội dung mẫu con dấu đã đăng ký.
5. Không giao nộp con dấu theo quyết định của cơ quan có thẩm quyền hoặc cơ quan đăng ký mẫu con dấu.
6. Mượn, cho mượn, thuê, cho thuê, cầm cố, thế chấp con dấu; sử dụng con dấu của Cơ quan, tổ chức khác để hoạt động.
7. Chiếm giữ trái phép, chiếm đoạt con dấu.
8. Sử dụng con dấu chưa đăng ký mẫu con dấu.
9. Làm giả, sửa chữa, làm sai lệch nội dung thông tin trên giấy chứng nhận đăng ký mẫu con dấu.
10. Đóng dấu lên chữ ký của người không có thẩm quyền.
11. Không chấp hành việc kiểm tra con dấu, không xuất trình con dấu khi có yêu cầu kiểm tra của cơ quan đăng ký mẫu con dấu.
12. Lợi dụng nhiệm vụ được giao trong quá trình giải quyết thủ tục về con dấu để sách nhiễu, gây phiền hà, xâm phạm quyền, lợi ích hợp pháp của cơ quan, tổ chức, cá nhân.
13. Các hành vi khác theo quy định của pháp luật.

### Cơ quan đăng ký con dấu
Cơ quan đăng kí con dấu đối với con dấu đại diện cho tổ chức, doanh nghiệp:
Cục Cảnh sát quản lý hành chính về trật tự xã hội cấp tỉnh đối với các cơ quan cấp tỉnh, Tổng cục Cảnh sát, Bộ Công an có trách nhiệm đăng ký mẫu con dấu; cấp, đổi, cấp lại giấy chứng nhận đăng ký mẫu con dấu đối với cơ quan, tổ chức, chức danh nhà nước cấp Trung ương